# Láser de gravedad
Un láser de gravedad, algunas veces llamado también Gaser, Graser, o Glaser, es un dispositivo hipotético de emisión estimulada de radiación gravitacional coherente o gravitones, de la misma manera en que un láser estándar produce radiación electromagnética coherente.

## Principio de funcionamiento
Si bien los fotones existen como excitaciones de un potencial vectorial y por lo tanto contienen un terminal dipolo oscilante, los gravitones son de campo espín-2 por lo que tienen un terminal oscilante quadrupolo. Para que un láser eficiente pueda producirse, hay varias condiciones que deben ser cumplidas:
1. Tiene que haber partículas en un estado excitado capaces de emitir radiación en la frecuencia deseada. En un láser normal, estos serían electrones de valencia en un estado excitado. Para un gaser, el equivalente más sencillo sería un sistema binario de cuerpos masivos.
2. Estas partículas deben acoplarse a la radiación suministrada, para proporcionar emisión estimulada. Esto podría ser posible en un gaser por un equivalente estimulado del proceso Penrose.
3. Las partículas deben estar en una población invertida, donde hay más en el estado excitado que en el estado fundamental. Esto típicamente requiere algún tipo de bombeo, como el bombeo óptico.
4. El medio láser activo debe ser lo suficientemente largo para que la radiación persista y excite más del mismo. En sistemas ópticos esto típicamente puede ser creado por espejos, efectivamente haciendo una longitud de camino óptico más grande. Para un gaser, un potencial gravitacional de variación espacial lenta a gran escala podría actuar como espejo (por la aproximación WKB). Alternativamente, un gaser hipotético podría simplemente ser construido con la longitud suficiente para empezar.

Propuestas de diseños alternativos implican onduladores libres semejantes a un láser de electrón libre. Varias propuestas implican explotar las propiedades de transporte de impulso convectivo de los superconductores, donde las ondas-s y las ondas-d se acoplan claramente a la radiación gravitacional.
Hasta 2019, no existían aún planes para la construcción de un láser de gravedad.

## Uso en ciencia ficción
La idea de láseres de gravedad ha sido popularizada por trabajos de ciencia ficción tales como Tierra (novela de David Brin) (1990). Al intentar eliminar las micro singularidades inadvertidamente introducidas en el manto planetario, se descubre que pueden servir como espejos. Con los niveles de energía necesarios encontrados en los potenciales gravitacionales del núcleo del planeta y del manto, los rayos resultantes del 'graser' son empleados inicialmente para empujar las singularidades a un lugar más seguro. Pronto se le encuentran otros usos, como propulsar objetos al espacio y para armamento de varios niveles de sofisticación.
Otros trabajos, como el RPG Star Ocean (1996) los utiliza como arma hipotética. Son también generalmente empleados como mecanismo propuesto para rayo tractor, antigravedad, y propulsión espacial.
La tierra desprevenida (2012) utiliza 'glasers' como truco narrativo para habilitar la manipulación de materia a escala planetaria, semejante a pistolas de gravedad.